# 斯洛文尼亚驻华大使馆
斯洛文尼亚驻华大使馆，是斯洛文尼亚共和国在中华人民共和国的最高外交代表机构。馆址位于中国北京市朝阳区亮马桥北小街7号，亮马桥外交公寓C区别墅LC04-02号。該大使館同時也兼轄蒙古國、北韓、越南和泰國。
除了北京的大使館本館之外，斯洛維尼亞駐華外交機構尚有駐上海領事館以及香港特别行政区名誉领事馆。

## 历史
1992年5月12日，中华人民共和国与斯洛文尼亚建交。1993年，斯洛文尼亚在北京设立大使馆。